# Attila Zonda
Attila Zonda (n. 2 august 1950 - d. 4 aprilie 1997) a fost un deputat român în legislatura 1990-1992, ales în județul Maramureș pe listele partidului UDMR.